# Stenokelisia linnapallida
Stenokelisia linnapallida är en insektsart som beskrevs av Asche 1985. Stenokelisia linnapallida ingår i släktet Stenokelisia och familjen sporrstritar.
Artens utbredningsområde är Israel. Inga underarter finns listade i Catalogue of Life.